# Australia na Zimowych Igrzyskach Olimpijskich 1988
Australię na Zimowych Igrzyskach Olimpijskich 1988 reprezentowało 19 sportowców. Chorążym ekipy był Mike Richmond. Był to jedenasty start reprezentacji Australii na zimowych igrzyskach olimpijskich.

## Skład kadry

### Narciarstwo alpejskie
Mężczyźni
| Zawodnik        | Konkurencja   | Finał        | Finał        | Finał        | Finał        | Finał        | Finał        |
| Zawodnik        | Konkurencja   | Bieg 1       | Miejsce      | Bieg 2       | Miejsce      | Suma         | Miejsce      |
| --------------- | ------------- | ------------ | ------------ | ------------ | ------------ | ------------ | ------------ |
| Peter Forras    | Zjazd         |              |              |              |              | Nie ukończył | Nie ukończył |
| Steven Lee      | Zjazd         |              |              |              |              | 2:04,46      | 22           |
| Steven Lee      | Supergigant   |              |              |              |              | Nie ukończył | Nie ukończył |
| Steven Lee      | Slalom gigant | 1:10,64      | 41           | 1:06,90      | 36           | 2:17,54      | 36           |
| Richard Biggins | Supergigant   |              |              |              |              | 1:47,38      | 31           |
| Richard Biggins | Slalom gigant | 1:09,33      | 36           | 1:06,15      | 31           | 2:15,48      | 32           |
| Richard Biggins | Slalom        | Nie ukończył | Nie ukończył | Nie ukończył | Nie ukończył | Nie ukończył | Nie ukończył |

Kombinacja mężczyzn
| Zawodnik     | Zjazd        | Slalom       | Slalom       | Suma         | Suma         |
| Zawodnik     | Czas         | Czas 1       | Czas 2       | Punkty       | Miejsce      |
| ------------ | ------------ | ------------ | ------------ | ------------ | ------------ |
| Peter Forras | Nie ukończył | Nie ukończył | Nie ukończył | Nie ukończył | Nie ukończył |
| Steven Lee   | Nie ukończył | Nie ukończył | Nie ukończył | Nie ukończył | Nie ukończył |

### Biathlon
Mężczyźni
| Zawodnik    | Konkurencja       | Finał     | Finał | Finał   |
| Zawodnik    | Konkurencja       | Czas      | Pudła | Miejsce |
| ----------- | ----------------- | --------- | ----- | ------- |
| Andrew Paul | Bieg indywidualny | 1:08:59,3 | 6     | 57      |
| Andrew Paul | Sprint            | 30:36,6   | 1     | 62      |

### Bobsleje
Mężczyźni
| Zawodnik                                                 | Konkurencja | Ślizg 1 | Ślizg 1 | Ślizg 2 | Ślizg 2 | Ślizg 3 | Ślizg 3 | Ślizg 4 | Ślizg 4 | Suma    | Suma    |
| Zawodnik                                                 | Konkurencja | Czas    | Miejsce | Czas    | Miejsce | Czas    | Miejsce | Czas    | Miejsce | Czas    | Miejsce |
| -------------------------------------------------------- | ----------- | ------- | ------- | ------- | ------- | ------- | ------- | ------- | ------- | ------- | ------- |
| Angus Stuart Martin Harland                              | Dwójki      | 59,21   | 26      | 60,15   | 18      | 61,38   | 24      | 60,49   | 24      | 4:01,23 | 23      |
| Adrian Di Piazza Simon Dodd                              | Dwójki      | 60,03   | 33      | 60,94   | 31      | 61,23   | 21      | 60,41   | 23      | 4:02,61 | 26      |
| Adrian Di Piazza Martin Harland Simon Dodd Stephen Craig | Czwórki     | 58,20   | 25      | 58,87   | 22      | 57,25   | 16      | 59,02   | 24      | 3:53,34 | 23      |

### Biegi narciarskie
Mężczyźni
| Zawodnik      | Konkurencja                     | Wyścig    | Wyścig  |
| Zawodnik      | Konkurencja                     | Czas      | Miejsce |
| ------------- | ------------------------------- | --------- | ------- |
| Chris Heberle | Bieg na 15 km stylem klasycznym | 45:19,5   | 33      |
| Chris Heberle | Bieg na 30 km stylem klasycznym | 1:34:25,6 | 45      |
| David Hislop  | Bieg na 15 km stylem klasycznym | 50:19,8   | 70      |
| David Hislop  | Bieg na 30 km stylem klasycznym | 1:38:48,8 | 62      |

### Łyżwiarstwo figurowe
| Zawodnicy                        | Konkurencja           | CD1  | CF/CD2 | SP/OD | FS/FD         | Suma          | Suma          |
| Zawodnicy                        | Konkurencja           | FP   | FP     | FP    | FP            | TFP           |               |
| -------------------------------- | --------------------- | ---- | ------ | ----- | ------------- | ------------- | ------------- |
| Cameron Medhurst                 | Indywidualny mężczyzn |      | 10,8   | 6,4   | 20,0          | 37,2          | 19            |
| Tracy Brook                      | Indywidualny kobiet   |      | 15,6   | 9,2   | Nie awansował | Nie awansował | Nie awansował |
| Monica MacDonald i Rodney Clarke | Taniec na lodzie      | 12,0 | 8,0    | 20,0  | 40,0          | 20            |               |

### Łyżwiarstwo szybkie
Mężczyźni
| Zawodnik           | Konkurencja      | Finał    | Finał   |
| Zawodnik           | Konkurencja      | Czas     | Miejsce |
| ------------------ | ---------------- | -------- | ------- |
| Mike Richmond      | Bieg na 500 m    | 37,77    | 23      |
| Mike Richmond      | Bieg na 1000 m   | 1:14,61  | 14      |
| Mike Richmond      | Bieg na 1500 m   | 1:54,95  | 12      |
| Phillip Tahmindjis | Bieg na 1000 m   | 1:16,38  | 31      |
| Phillip Tahmindjis | Bieg na 1500 m   | 1:57,63  | 32      |
| Danny Kah          | Bieg na 1500 m   | 1:55,19  | 14      |
| Danny Kah          | Bieg na 5000 m   | 6:52,14  | 10      |
| Colin Coates       | Bieg na 10 000 m | 14:41,88 | 26      |